# Consorci de Compensació d'Assegurances
El Consorci de Compensació d'Assegurances (CCS) és una entitat pública empresarial espanyola amb activitat al sector assegurador, adscrita al Ministeri d'Economia i Competitivitat d'Espanya. Compta amb personalitat jurídica, amb plena capacitat d'obrar per al compliment dels seus fins i amb un patrimoni propi diferent del de l'Estat.

## Activitats
Les activitats del Consorci s'emmarquen en dos àmbits: les funcions asseguradores i no asseguradores. Respecte de les primeres cal destacar el seu caràcter subsidiari, sent la seva actuació, en general, la d'un assegurador directe, en defecte de participació del mercat privat, i també la pròpia d'un Fons de Garantia, quan es donen determinades circumstàncies com la falta d'assegurança en casos d'assegurances obligatòries, insolvència de l'assegurador, etc.
La institució apareix molt lligada a la cobertura dels riscos extraordinaris, dins del sistema d'indemnització per danys catastròfics d'Espanya. Altres activitats que ha anat cobrint són les relacionades amb l'Assegurança de Crèdit a l'Exportació, l'Assegurança Agrària Combinada, l'Assegurança de Responsabilitat Civil d'Automòbils de Subscripció Obligatòria, l'Assegurança Obligatòria de Viatgers, l'Assegurança Obligatòria del Caçador i l'Assegurança Responsabilitat Civil de Riscos Nuclears.

## Història
Si bé van existir intents en les assegurances de viatgers i crèdit a l'exportació a partir de 1920, l'antecedent directe es remunta el 1941 en crear-se el Consorci de Compensació de Riscos de Motí després de la Guerra Civil Espanyola. A partir de 1954 la iniciativa va adquirir un caràcter permanent i es va configurar el que és avui el Consorci de Compensació d'Assegurances.
Des d'inicis de 1998, la seva activitat s'estén també al camp de la responsabilitat civil mediambiental i ha entrat a formar part del Pool Espanyol de Riscos Mediambientals. Finalment, el 2002 assumeix les funcions de liquidació d'entitats asseguradores que exercia la Comissió Liquidadora d'Entitats Asseguradores.